# Часовня Святой Рипсиме (Гагра)
Часовня Святой Рипсиме (арм. Գագրայի Սուրբ Հրիփսիմե մատուռ) принадлежит к Армянской апостольской церкви и находится в городе Гагре, Абхазия.
С 2005 года часовня Святой Рипсиме является резиденцией духовного пастыря армян Абхазии, кем на данный момент является Тер Нарек Авакян.

## История
Часовня была освящена в 1992 году в честь Святой Рипсиме, раннехристианской армянской мученицы и святой, во время грузино-абхазской войны тогдашним духовным пастырем армян Абхазии — молодым священником из Эчмиадзина Тер-Грикором. От часовни уходили в бой бойцы армянского батальона им. Баграмяна.
После войны вместо часовни Сурб Рипсиме планировалось построить настоящую церковь[стиль]. Её проект был подготовлен архитектором Багяном. Проект был точной уменьшенной копией Святого престола в Эчмиадзине. Под эту церковь выделили земельный участок на возвышенности.